# Forces aériennes de la marine australienne
Ne doit pas être confondu avec Fleet Air Arm.

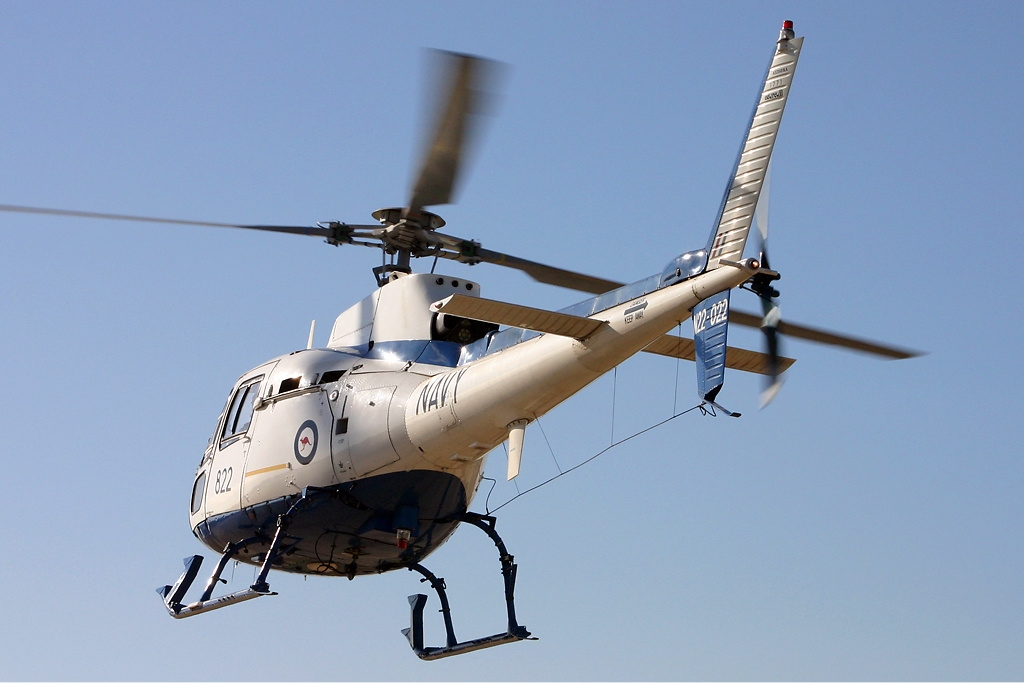
AS-350B Ecureuil de la marine australienne en 2005.

Les Forces aériennes de la marine australienne (Fleet Air Arm (FAA)), officiellement appelées le Australian Navy Aviation Group est la division de la Royal Australian Navy (RAN) responsable de l'exploitation des aéronefs de la marine. La FAA a été créée en 1947 à la suite de l'achat de deux porte-avions de la Royal Navy. Le personnel de la FAA a participé à la guerre de Corée (exploitation du porte-avions HMAS Sydney) et à la guerre du Viêt Nam (en association avec la Royal Australian Air Force et les escadrilles de l’United States Army Aviation Branch) et ont participé à d'autres conflits et opérations ultérieurs à partir de navires de guerre alliés.
Disposant au départ uniquement d'avions à voilure fixe, les premiers hélicoptères seront acquis par la FAA en 1952, formant la première escadrille d’hélicoptères d'Australie. l'utilisation d'hélicoptères augmente au fil du temps, surtout après 1982, lorsque le porte-avions HMAS Melbourne est désarmé et n'est pas remplacé. En 2000, après la mise hors-service des HS 748, la FAA est devenu une force formée uniquement d'hélicoptères, opérant dans la guerre anti-sous-marine et de soutien maritime. À partir de 2011, la FAA se compose de trois escadrilles actives, qui exploitent quatre types d'hélicoptères.

## Histoire

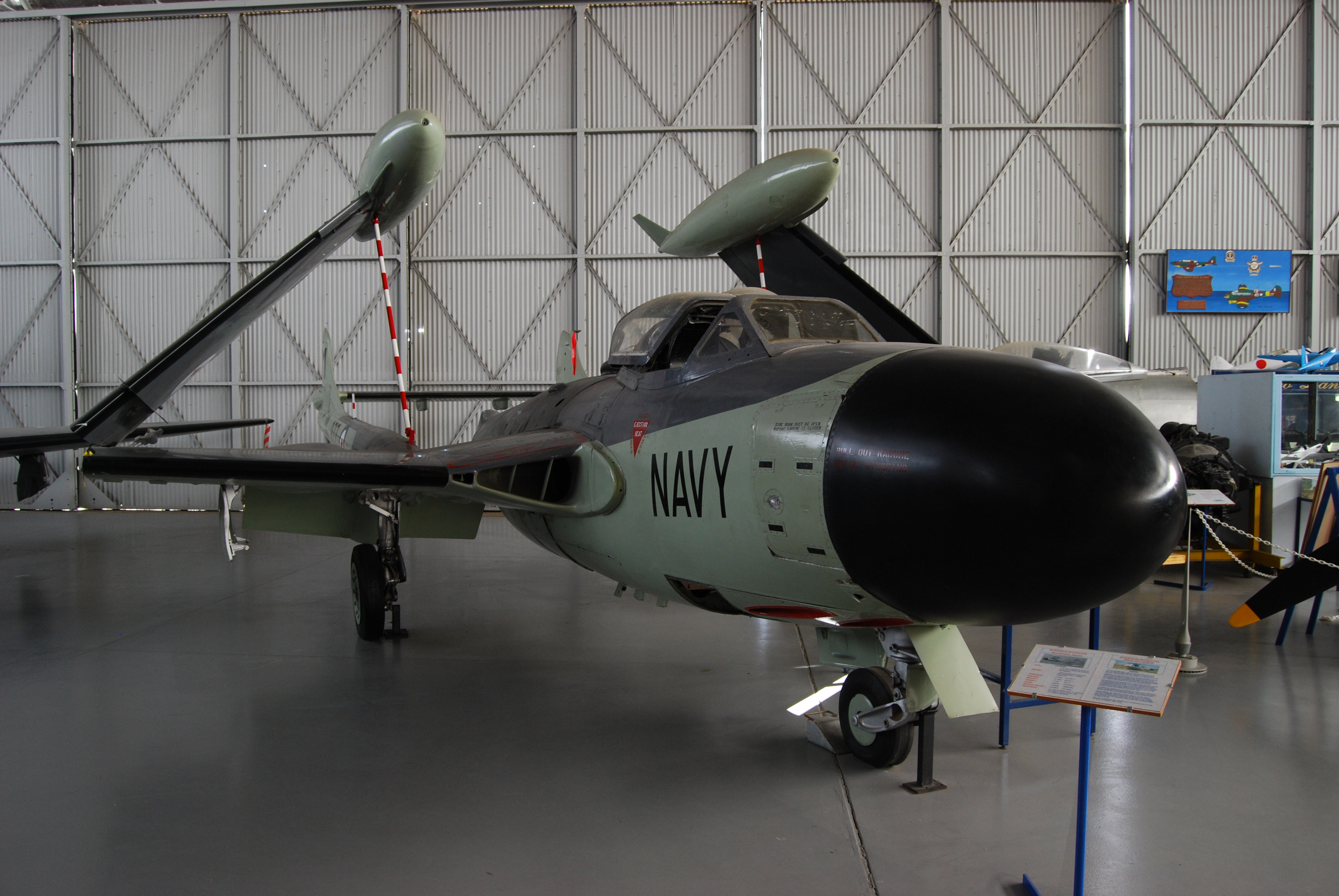
Un des 39 De Havilland Sea Venom australiens en service de 1956 à 1967.

Au cours des années 1920, la RAN tente d'obtenir le soutien du gouvernement pour une branche aviation australienne de la Marine, librement inspirée du Royal Naval Air Service et de son successeur contrôlé par la Royal Air Force, la Fleet Air Arm. Une Fleet Air Arm est créée dans le cadre de l'amélioration de l'armée australienne, mais l'opposition de la Royal Australian Air Force (RAAF) incite le gouvernement à la dissoudre en janvier 1928, peu après sa création. La RAAF est responsable des aéronefs de la marine qui consistent principalement en hydravions regroupés dans la no 101 Fleet RAAF (l'escadrille 101) (et ses successeurs, no 5 Escadron, puis no 9 Escadron) embarqués avec les croiseurs de la RAN et du transport d'hydravions HMAS Albatross.
Les succès des avions des différentes marines au cours de la Seconde Guerre mondiale relance l'idée d'une force aérienne contrôlée par la RAN et l'Australie proposera même de fournir le personnel d'exploitation et les escadrons attachés pour un porte-avions britannique au cours de l'année 1944, mais retirera sa proposition au milieu de 1945 faute de personnel qualifié. Un rapport d'une commission de la Défense australien de la Défense publié après la Seconde Guerre mondiale recommandé que ces forces soient organisées autour d'une force d'intervention comprenant plusieurs porte-avions. Les projets initiaux en prévoyaient trois, deux en action et un troisième en réserve, mais les compressions budgétaires vont conduire à l'achat de simplement deux porte-avions légers de classe Colossus, le Majestic et le Terrible de la Royal Navy en juin 1947. La Fleet Air Arm est créée le 3 juillet 1947 par le Conseil fédéral de la défense pour exploiter les avions attachés à ces deux navires, et aussi y associer deux anciennes bases aériennes de la Royal Australian Air Force en tant que structures de soutien: ce sont l'HMAS Albatross à Nowra, en Nouvelle-Galles du Sud et l’HMAS Nirimba (en) à Schofields (en), aussi en Nouvelle-Galles du Sud.

### Les porte-avions australiens

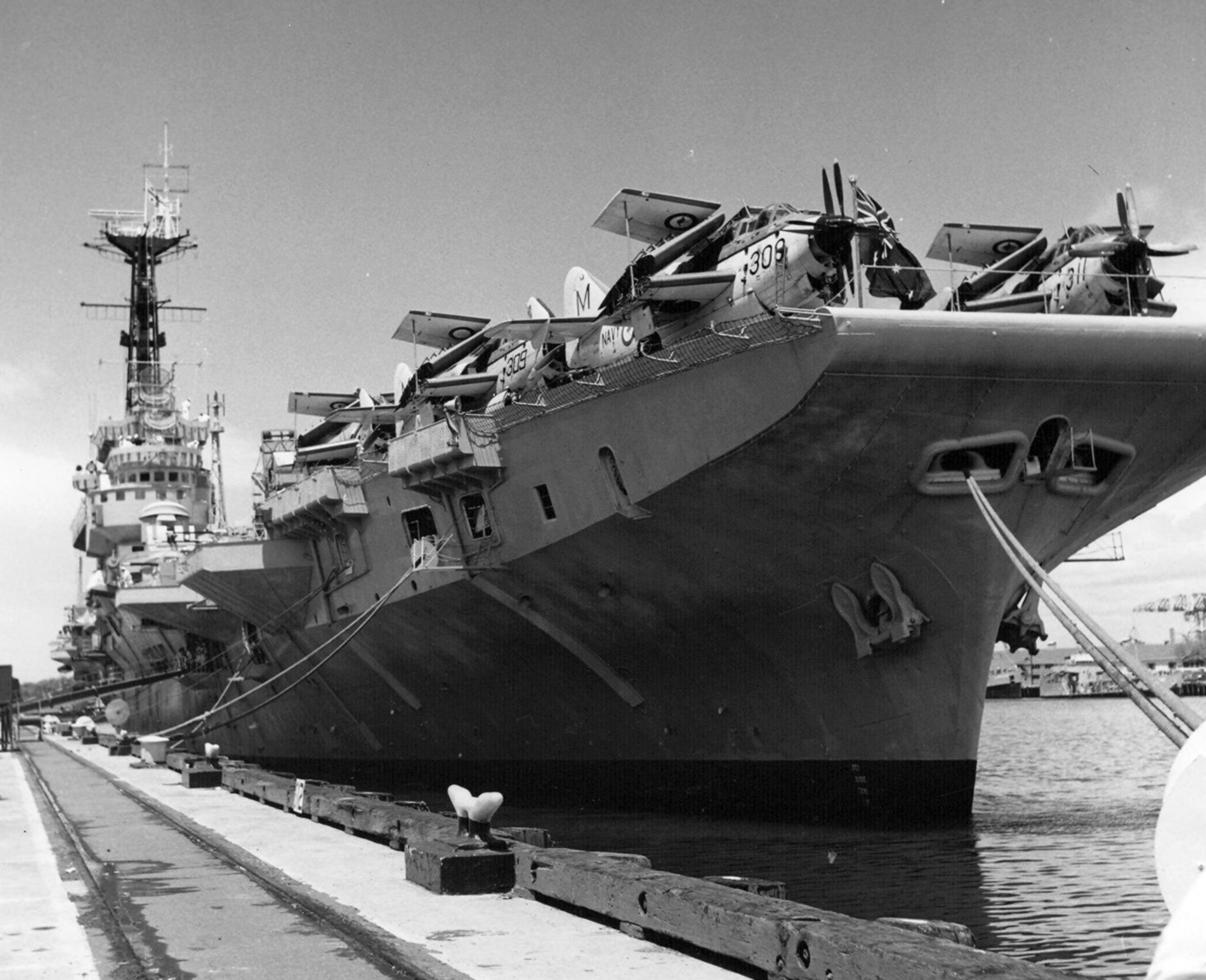
Le en 1958 avec des Fairey Gannet sur le pont ailes repliés.

De 1928 à 1933, l’Australie dispose d’un transport d'hydravions indigène, l'HMAS Albatross. Durant la guerre du Pacifique, c’est la Royal Navy qui fournit l’essentiel des bâtiments de haute mer de l’ex-marine coloniale. Il faut attendre la fin de la Seconde Guerre mondiale pour qu’un rapport du comité de défense recommande à la Royal Australian Navy (RAN) de s’articuler autour de task-forces comprenant jusqu’à 3 porte-avions (2 en service et 1 en réserve). En juin 1947, des considérations budgétaires réduisent à deux les bâtiments achetés pour 2,75 millions de livres : l’HMS Terrible et son sister-ship de classe Majestic l’HMS Majestic. Plus avancé en construction, le Terrible est terminé sans modifications et mis en service le 16 décembre 1948 sous le nom d'HMAS Sydney tandis que le Majestic ne l’est que le 28 octobre 1955 sous le nom d'HMAS Melbourne et qui est doté d’un pont oblique à 5° et d’une catapulte. Le Sydney de 15 740 tonnes embarque à l’origine 2 escadrons de Firefly (816 Squadron) et de Sea Fury (805 Squadron) de la Fleet Air Arm, qui seront complétés par d’autres aéronefs lors d’exercices au Royaume-Uni de juillet à décembre 1950 puis dans les eaux australiennes de janvier à septembre 1951. À partir de cette date, le navire remplace le HMS Glory pour soutenir les forces du Commandement des Nations unies en Corée déployées durant la guerre de Corée. Il s’acquitte de sept patrouilles durant 64 jours de mer, dont plusieurs au combat. Notamment, la seconde, du 18 au 26 octobre 1951, qui totalise 389 sorties, 96 280 tirs de munitions et 1 472 de roquettes, et le largage de 43 tonnes de bombes. On retrouve le Sydney au large des îles Montebello (Australie de l’Ouest) pour surveiller le 1er essai nucléaire britannique (opération Hurricane), le 3 octobre 1952. Le 22 avril 1955, il transfère son aviation embarquée sur le Melbourne, est confiné à l’entraînement, rôle dévolu jusqu’alors au HMAS Vengeance loué à la Royal Navy de 1952 à 1955, puis est placé en réserve le 30 mai 1958,. Désormais navire amiral, le Melbourne dispose de 8 chasseurs Sea Venom, de 16 Fairey Gannet de lutte anti-sous-marine (ASM) à ailes fixes et jusqu’à 2 hélicoptères Bristol Sycamore. En prévision de son obsolescence à la fin des années 1950, la Royal Australian Navy envisage l’achat d’appareils français et italiens voire d’un nouveau porte-avions (l’HMS Albion ou un navire américain de la classe Essex). Finalement, en 1959, il est décidé que le Melbourne devienne un porte-hélicoptère à l’issue de sa modernisation de 1963 avec 27 Westland Wessex remplaçant les avions. Après une nouvelle rénovation du 22 novembre 1967 au 24 novembre 1968 sont embarqués jusqu’en 1972 4 (puis 8) chasseurs-bombardiers A-4G Skyhawk, 6 Tracker et 10 hélicoptères ASM Westland Wessex (puis 10 Sea King). Le remplacement du Melbourne refait régulièrement surface en raison des coûts de maintenance du navire avec les offres ou projets d’acquisition de l’HMS Hermes en 1966, d’un STOVL CV de 1977 à 1981 (un LHD Iwo Jima modifié, un exemplaire du Giuseppe Garibaldi ou du futur Príncipe de Asturias) puis du HMS Invincible, bradé à 285 millions de dollars en 1981. Après deux autres modernisations de novembre 1972 à juillet 1973 puis en 1978 (pour le faire durer jusqu’en 1985), le porte-avions est finalement retiré du service le 30 juin 1982 et le 14 mars 1983, le gouvernement annonce que le Melbourne ne serait pas remplacé. Durant sa carrière, le Melbourne est déployé hors-Australie à 35 occasions, fait escale dans 22 pays mais perd ou endommage une trentaine d’avions, heurte et coule 2 bâtiments d’escorte : les destroyers HMAS Voyager le 10 février 1964 (82 morts) puis l’USS Frank E. Evans le 2 juin 1969 (74 morts). Dès lors, la Royal Australian Navy glisse du rang de 1re marine de l’océan Pacifique au 6e jusqu’en août 2005 date à laquelle est lancé l’Amphibious Ship Program d’acquisition de 2 LHD.
Deux unités, les HMAS Canberra et Adelaide, basées sur le Juan Carlos I espagnol, sont en service depuis 2014 et 2015 et devraient embarquer des F-35 bien qu'en 2021 aucune commande n'est eu lieu de la version ADAV.

#### Retirés
- 1 CATOBAR CV (HMAS Sydney (R17), ex-HMS Terrible de classe Majestic, 1948-1958) ;
- 1 CATOBAR CV (HMAS Vengeance (R71), ex-HMS Vengeance de classe Colossus, 1952-1955) ;
- 1 CATOBAR CV (HMAS Melbourne (R21), ex-HMS Majestic de classe Majestic, 1955-1982).

#### En service

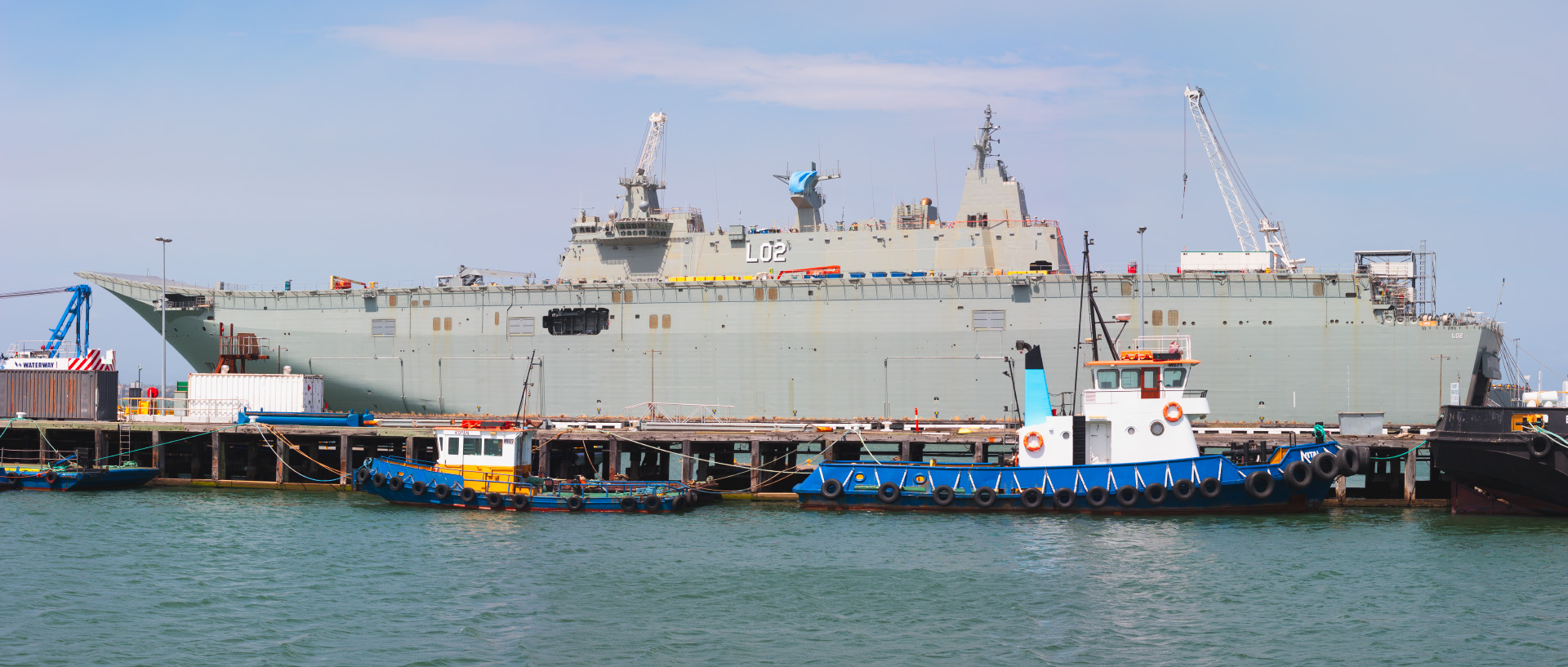
Le HMAS Canbera en cours d’aménagement le 9 février 2014 à Williamstown (Victoria).

- 2 STOVL CV (HMAS Canberra et Adelaide) Dans le cadre d’une offre groupée (package), le BPE espagnol (type Juan Carlos) est retenu le 20 juin 2007 pour 2 unités, les HMAS Canberra et Adelaide, plus 3 destroyers lance-missiles Aegis de type F100, les HMAS Hobart, Brisbane et Sydney dérivés de la classe Álvaro de Bazán en service dans l’Armada, le tout pour environ 6 milliards d’euros. Ils entrent en service en 2014 et 2015.

#### Envisagé
- 1 STOVL CV (classe Canberra[16])

## Organisation en 2016
En mars 2016, quatre escadrons d'hélicoptères compose cette force auquel il faut rajouter une escadrille avec un avion spécialisé. Un escadron de drones est constitué le 25 octobre 2018.
- 723 Squadron : 13 AS-350BA Écureuil retiré le 1er décembre 2017 après 33 ans de service[19], 3 Bell 429 Global Ranger retiré en mars 2019 après 6 ans de service[20].
- 725 Squadron : 24 MH-60R Seahawk (commandé en 2011, fin de livraison en 2016[21])
- 808 Squadron : 6 MRH-90 Taipan.
- 816 Squadron : 15 S-76B-2 Seahawk retiré le 1er décembre 2017 après 28 ans de service[19]
- Laser Airborne Depth Sounder Flight RAN (en) : 1 Dash 8-200 Laser Airborne Depth Sounder (en)
- 822X Squadron : Hélidrones S-100 Camcopter[22]